# Kościół św. Mikołaja w Szynychu
Kościół świętego Mikołaja w Szynychu – rzymskokatolicki kościół parafialny należący do parafii pod tym samym wezwaniem (dekanat Grudziądz II diecezji toruńskiej).
Obecna świątynia w stylu barokowym została wzniesiona w 1742 roku, dzięki staraniom Rady Miejskiej Chełmna i biskupa Andrzeja Załuskiego. Fakt ten został upamiętniony płytą z herbem Chełmna – dziewięcioma wzgórzami i krzyżem, umieszczoną nad wejściem do kościoła. W świątyni znajduje się bogate drewniane wyposażenie. Na uwagę zasługuje dekoracja sklepień z 1764 roku, wykonana przez Krzysztofa Chamskiego, ufundowana przez mieszczan chełmińskich. W prezbiterium znajduje się scena adoracji Trójcy Świętej przez chór świętych, natomiast w nawie głównej jest umieszczona personifikacja wiary i symboliczne przedstawienie niebezpieczeństw morskich. Ołtarz główny i boczne reprezentują styl rokokowy. W ołtarzu głównym znajduje się obraz św. Mikołaja ze srebrną infułą, pastorałem i księgą, w górnej części jest umieszczona grupa Trójcy Świętej. W kruchcie w posadzce jest usytuowane marmurowe epitafium księdza Jana Cieliczkowskiego, dziekana grudziądzkiego i fundatora wyposażenia budowli.